# Lúz
Lúz (régebbi magyar forrásokban: Luz, Lusz, héber: ל֥וּז, Lūz) két város neve a Bibliában, illetve másik két város biblián kívüli forrásokban. A név jelentése kánaáni nyelveken és héberül „mandulafa”.

## Mózes első könyvében (Teremtés könyvében)
Lúz egy Bételhez kapcsolódó ősi királyi kánaánita város neve Mózes első könyvében (28:19 és 35:6). A szakértők között vita tárgya, hogy vajon Lúz és Bétel valóban ugyanannak a városnak - korábban kánaánita, utóbbi pedig héber neve -, vagy különböző helyek voltak egymás közvetlen közelében. Mózes első könyve szerint Lúzt Jákob nevezte át:
„Azután elnevezte azt a helyet Bételnek – azelőtt Lúz volt annak a városnak a neve.” (1Mózes 28:19)
valamint
„Így érkezett meg Jákób Lúzba, azaz Bételbe, amely Kánaán földjén van, az egész néppel együtt, amely vele volt.” (1Mózes 35:6)

## A bírák könyvében
A másik Lúz nevű várost, amelyet egy, az eredeti Lúzból (Bételből) származó ember alapított, A bírák könyve 1:22-26 említi:
„József törzse elfoglalja Bételt
Felvonult József háza is Bétel ellen. Az ÚR velük volt. József háza kémeket küldött Bételbe. A város neve azelőtt Lúz volt. Az előőrsök megláttak egy férfit, aki a városból jött ki, és ezt mondták neki: Mutasd meg nekünk, hogy hol lehet bejutni a városba, és mi irgalmasak leszünk hozzád. Amikor megmutatta nekik, hogy hol lehet bejutni a városba, a város lakóit kardélre hányták, de azt a férfit és egész nemzetségét hagyták elvonulni. Az a férfi pedig elment a hettiták földjére, épített egy várost, és Lúznak nevezte el. Ez annak a neve még ma is.” (Bír1:22-26)
Ezt a második Lúzt azonosítják a Wazzani (الوزاني) más néven Aarab el Louaizeh (عراب اللويزة) kis libanoni faluval, Banias-tól hat kilométernyire északnyugatra a Golán-fennsíkon.

## További Lúz nevű városok
Egyes források szerint viszont Lúz a Móriá-hegy nyúlványa alatt terült el. Később Jeruzsálem egyik kerülete lett. Ezt azonban számos más zsidó forrás hevesen vitatja.
Más Biblián kívüli források említenek egy további(?) Lúz nevű várost, ahová a halál angyalának tilos volt belépnie, így lakói elvben örökké élhettek. Ezt a várost a különböző források mindhárom korábban említett várossal kapcsolatba hozzák, de lehetséges, hogy egy eddig meg nem határozott helyen elterülő negyedik városhoz kapcsolódik ez a legenda. Az életbe belefáradt lakóinak el kellett hagyniuk a várost, hogy meghalhassanak.

## Fordítás
- Ez a szócikk részben vagy egészben  a   Luz című angol Wikipédia-szócikk ezen változatának fordításán alapul.  Az eredeti cikk szerkesztőit annak laptörténete sorolja fel. Ez a jelzés csupán a megfogalmazás eredetét és a szerzői jogokat jelzi, nem szolgál a cikkben szereplő információk forrásmegjelöléseként.